# Юдин, Виктор Михайлович
Ви́ктор Миха́йлович Ю́дин (12 июля 1923, Спасское, Калужская губерния — 22 ноября 1985, Москва) — участник Великой Отечественной войны, командир роты 194-го стрелкового полка 162-й стрелковой дивизии 70-й армии 2-го Белорусского фронта, Герой Советского Союза, старший лейтенант.

## Биография
Родился 12 июля 1923 года в деревне Спасское (ныне — Барятинского района Калужской области) в крестьянской семье. Русский. Член ВКП(б) с 1948 года. Окончил 7 классов и школу ФЗУ в городе Запорожье (Украина). Работал токарем на заводе.
В Красной армии с августа 1941 года. На фронте в Великую Отечественную войну с сентября 1941 года. В 1943 году окончил курсы младших лейтенантов.
Командир роты 194-го стрелкового полка (162-я стрелковая дивизия, 70-я армия, 2-й Белорусский фронт) старший лейтенант Виктор Юдин особо отличился 18—21 апреля 1945 года в боях при форсировании реки Ост-Одер в районе города Грайфенхаген (Грыфино, Польша) и реки Вест-Одер севернее населённого пункта Мешерин, севернее города Гарц (Восточная Германия). После переправы рота старшего лейтенанта Юдина В. М. захватила плацдарм, отразив ряд контратак противника.
Указом Президиума Верховного Совета СССР от 29 июня 1945 года за образцовое выполнение боевых заданий командования на фронте борьбы с немецко-фашистским захватчиками и проявленные при этом мужество и героизм старшему лейтенанту Юдину Виктору Михайловичу присвоено звание Героя Советского Союза с вручением ордена Ленина и медали «Золотая Звезда» (№ 8953).
С 1946 года Юдин В. М. — в запасе. Работал на восстановлении ДнепроГЭСа. В 1950 году он окончил Высшую школу ВЦСПС. Жил в городе-герое Москве. Был на профсоюзной и финансовой работе. Скончался 22 ноября 1985 года.

## Награды
- Медаль «Золотая Звезда» Героя Советского Союза;
- орден Ленина;
- орден Красного Знамени;
- два ордена Отечественной войны I степени;
- медали.

## Память

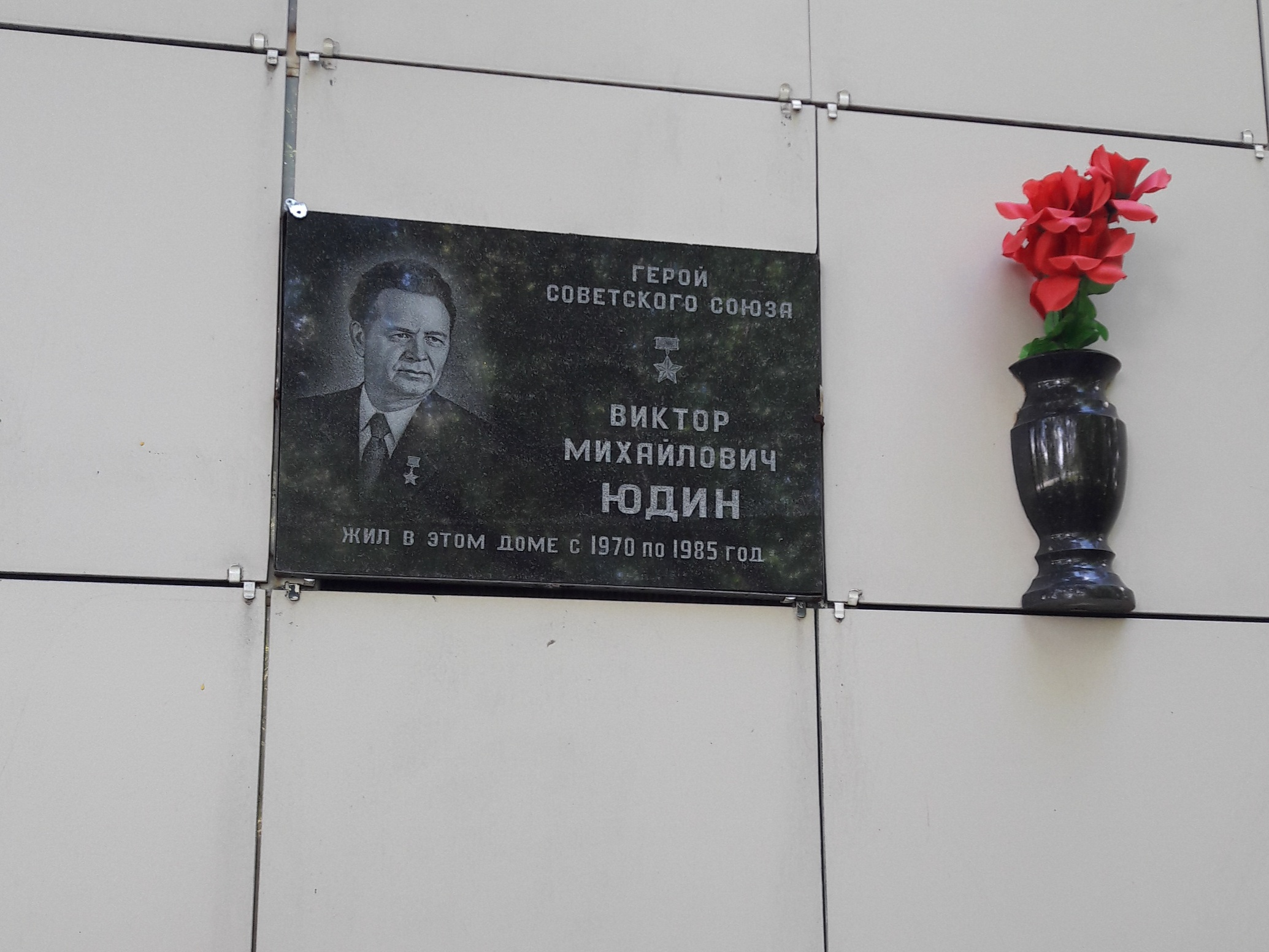
Памятная табличка в честь В. М. Юдина на доме №39 по ул. Островитянова в Москве

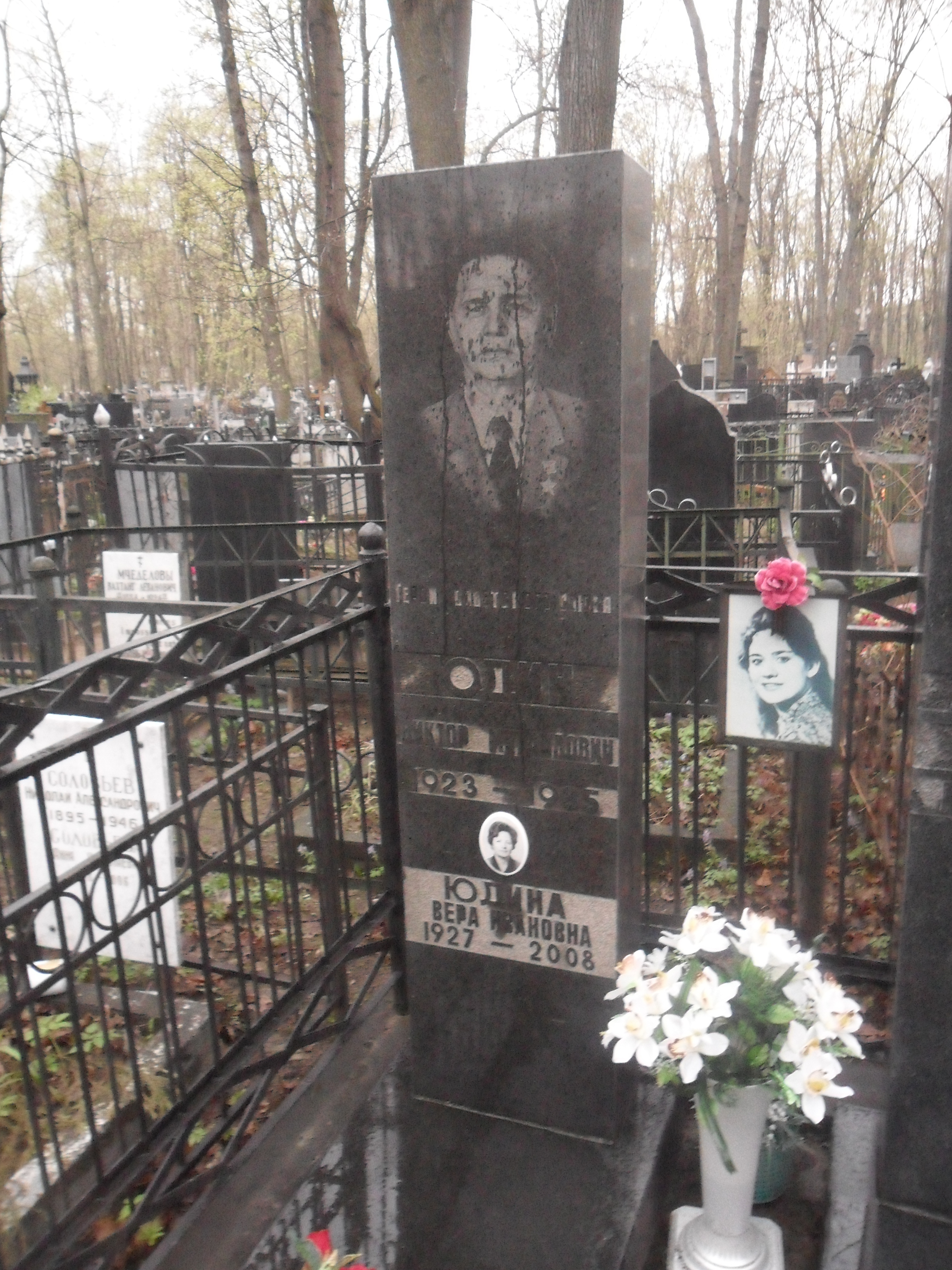
Могила Юдина на Ваганьковском кладбище

Похоронен на Ваганьковском кладбище (16 уч.).
На доме 39 по улице Островитянова в Москве установлена мемориальная доска.